# Ben (voornaam)
Ben is een voornaam. Voor de oorsprong van de naam zijn er meerdere mogelijke verklaringen:
- Afgeleid van het Hebreeuwse Benjamin: zoon van het geluk
- Afgeleid van het Germaanse Bernhard: sterk als een beer
- Afgeleid van het Latijnse Benedictus: de gezegende